# Хелле, Антон Тор
Антон Тор Хелле (эст. Anton Thor Helle 18 октября [28 октября] 1683? Таллин, Эстляндия — 13 апреля [24 апреля] 1748 Юри, Эстляндия) — пастор, основоположник современной эстонской грамматики, первый переводчик Библии на эстонский язык.

## Биография
Родился в Таллине (тогда — Ревеле) в семье купца. Начальное образование получил в гимназии. Теологию изучал в университете Киля, Германия. После возвращения в Эстонию в 1713 году был назначен пастором в церковь Юри. В 1715 году был выбран асессором эстляндской консистории. Начиная с 1740 года также исполнял обязанности пастора в приходе Козе. В 1742 году был назначен пробстом в Северном Харьюмаа.
В 1713 году Хелле женился на дочери пастора из Йыхви Катарине Елене. В этом браке у них родилась дочь. Второй раз он женился на дочери таллинского бюргера Марии Елизавете Ольдекоп, которая родила ему пять сыновей.
Умер в Юри в 1748 году.

## Вклад в развитие эстонского языка
Антон Хелле был одним из основателей и активных участников кружка пасторов-пиетистов в Таллине, деятельность которых была направлена на развитие письменного эстонского языка. При его участии было выпущено новое издание церковной книги на эстонском языке «EestiMa Kele Koddoning KirkoRamat» (Галле, 1721) переиздававшееся до 1850 года 46 раз. Под руководством Генриха Гутслефа (эст. Heinrich Gutsleff) и Антона Хелле был переработан перевод Нового Завета и в 1729 году было выпущено новое издание. Большой вклад в развитие эстонской культуры Хелле внес, организовав перевод и редактирование Ветхого Завета, благодаря чему в 1739 году была выпущена полная Библия на эстонском языке «Piibli Ramat, se on keik se Jummala Sanna» Для этого была составлена грамматика эстонского языка. Хелле долгое время собирал материал для грамматики, но её издание было поручено пастору таллинской церкви Пюхавайму Эбергардту Гутстлеффу (эст. Eberhard Gutsleff ), поскольку сам Хелле занимался подготовкой издания Библии.